# Arena nazionale Toše Proeski
L'Arena nazionale Toše Proeski (in macedone Национална арена Тоше Проески?, Nacionalna arena Toše Proeski), già nota come Arena Filippo II, è uno stadio situato a Skopje, capitale della Macedonia del Nord, usato maggiormente per partite di calcio, oltre che per concerti e altri eventi.
Oltre a ospitare tutte le partite della nazionale macedone, è sede anche delle gare casalinghe del Vardar e del Rabotnički. Ha ospitato la Supercoppa europea 2017.

## Storia
Lo stadio aprì nel 1947 con il nome "stadio municipale" (macedone: Градски, Gradski).
Agli inizi del 2009 il nome dello stadio cambiò in Arena Filippo II.
La costruzione di un nuovo settore fu completata nell'agosto 2009, portando la capienza da 18 200 posti a sedere a 36 460. Il nuovo stadio fu inaugurato il 12 agosto 2009 per celebrare i 100 anni del calcio in Macedonia del Nord in un match contro la Spagna (finito 3-2 per gli iberici).
Nel 2008 sono iniziati i lavori per la ristrutturazione dell'impianto. Gli interventi hanno permesso di aumentare il numero di posti a sedere, portando il numero dei posti a sedere da 33 000 a 36 460. Inoltre è stata ricostruita la pista d'atletica ed è stata rifatta anche la facciata esterna. Il costo totale della ricostruzione nel periodo 2008-2013 è stimato in oltre 60 milioni di euro.
Nell'agosto 2017 l'impianto ha ospitato la partita di Supercoppa europea tra il Real Madrid, vincitore della UEFA Champions League, e il Manchester United, vincitore dell'Europa League.
Nel 2019 lo stadio è stato ridenominato Arena Toše Proeski, in onore dell'omonimo cantante, deceduto prematuramente nel 2007.

## Galleria d'immagini

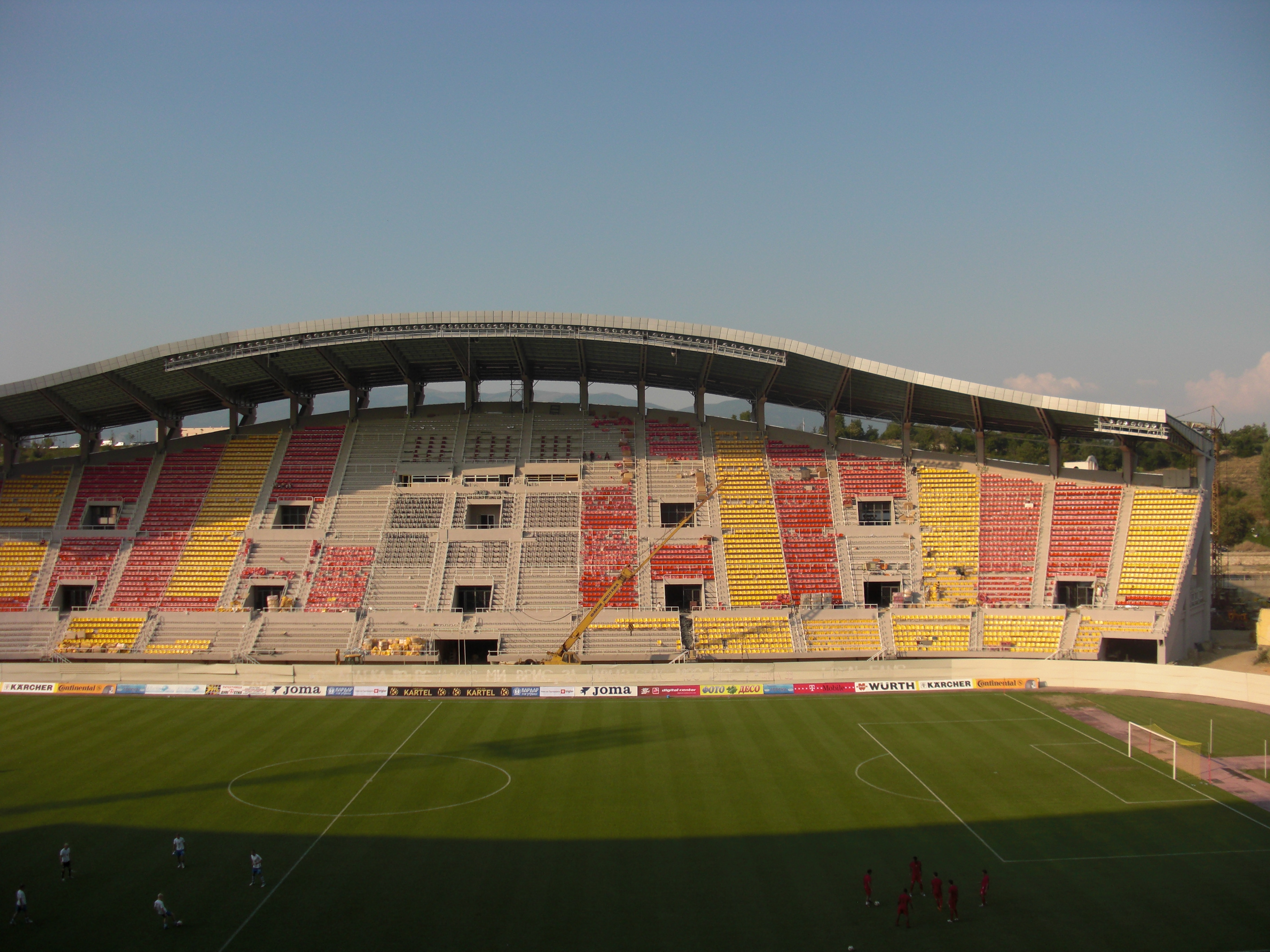
L'interno dello stadio durante i lavori
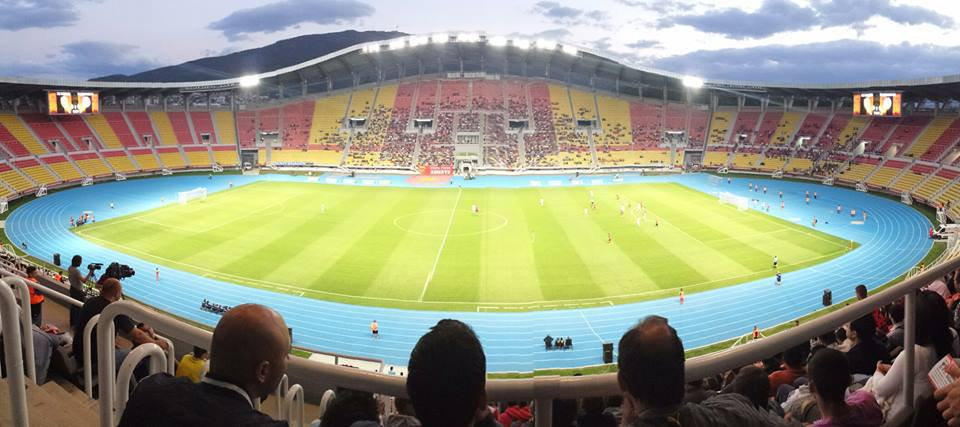
Panoramica dell'interno dello stadio